# Palau Rio Branco
El palau de Rio Branco (portuguès: Palácio Rio Branco ) és un palau i antiga seu del govern a Salvador, Bahia, Brasil. És un dels palaus més antics del Brasil i data de 1549. Es troba dins el Patrimoni de la Humanitat de la UNESCO del Centre Històric de Salvador.

## Història

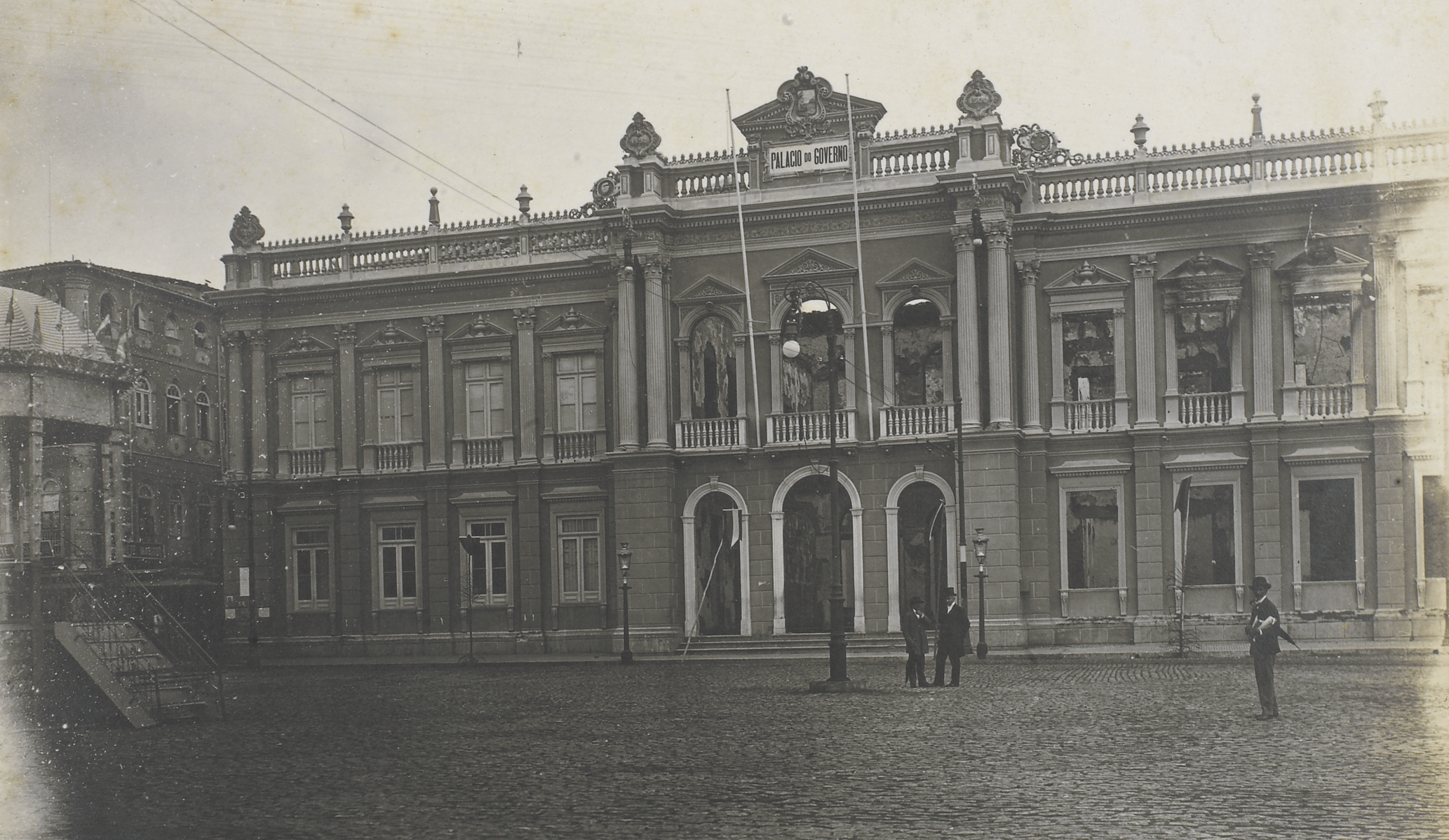
Palau del Govern de Bahia, després de ser bombardejat pel Govern Federal durant la Política de Salvacions el 1912. Fotografia conservada per l'Arxiu Nacional.

La construcció del palau va començar a mitjans del segle XVI sota Tomé de Sousa, el primer governador general del Brasil, per ser utilitzat com a centre de l'administració portuguesa. Posteriorment va ser utilitzat com a caserna militar i presó. Va acollir Dom Pedro II durant la seva gira per Bahia el 1859. El palau va ser renovat significativament l'any 1900 sota Luís Viana, governador de Bahia entre 1896 i 1900.
Al principi estava fet de terra batuda, després va rebre petites expansions. Tenia diverses funcions, com ara caserna i presó. Va acollir Dom Pedro II, quan va venir a visitar Bahia el 1859. A finals del segle XIX encara ostentava l'antiga façana colonial portuguesa, símbol de la decadència de la naixent República. Va rebre llavors una profunda renovació, quedant a punt l'any 1900, durant la gestió del governador de Bahia, Luís Viana. Aleshores va començar a exhibir un estil neoclàssic noble i imponent, d'acord amb el gust francès.
El 10 de gener de 1912, el palau va ser un dels punts afectats pel bombardeig dut a terme a la ciutat de Salvador, a instàncies del president de la República , Hermes da Fonseca. L'edifici va quedar pràcticament en ruïnes. Entre les diverses pèrdues, la més dolorosa va ser la destrucció de la rica col·lecció de llibres rars a la planta baixa.

## Reconstrucció i renovació
Després d'això, va començar la reconstrucció, sent reoberta pel governador Antônio Muniz Sodré de Aragão, el 1919. El palau reconstruït va rebre el nom de " Rio Branco ", en honor a un dels més grans estadistas brasilers, el baró de Rio Branco. L'any 1984 es va fer una restauració integral de l'edifici, pel mal estat en què es va trobar. Actualment acull la Fundació Pedro Calmon, la Fundació Cultural de l'Estat de Bahia i el " Memorial dos Governadores ".
La reconstrucció del palau va començar sota el governador Antônio Muniz Sodré de Aragão el 1919. El palau renovat va rebre el nom de "Rio Branco" en honor de l'estadista brasiler José Paranhos, baró de Rio Branco . En aquesta reforma, el palau va rebre la seva ornamentada façana neoclàssica. El palau va ser renovat de nou l'any 1984. Actualment acull la Fundació Pedro Calmon i el Memorial dels Governadors.

## Estructura
El Palau de Rio Branco ocupa 4,500 metres quadrats (48,000 sq ft) .